# Município de Cass (condado de Muskingum, Ohio)
Localização do Ohio nos E.U.A.
O município de Cass (em inglês: Cass Township) é um local localizado no condado de Muskingum no estado estadounidense de Ohio. No ano 2010 tinha uma população de 1600 habitantes e uma densidade populacional de 21,52 pessoas por km².

## Geografia
O município de Cass encontra-se localizado nas coordenadas 40° 07′ 44″ N, 82° 02′ 38″ O. Segundo o Departamento do Censo dos Estados Unidos, o município tem uma superfície total de 74.34 km², da qual 73,29 km² correspondem a terra firme e (1,41 %) 1,05 km² é água.

## Demografia
Segundo o censo de 2010, tinha 1600 pessoas residindo no município de Cass. A densidade de população era de 21,52 hab./km².